# Olios positivus
Olios positivus là một loài nhện trong họ Sparassidae.
Loài này thuộc chi Olios. Olios positivus được Ralph Vary Chamberlin miêu tả năm 1924.